# Caryomene grandifolia
Caryomene grandifolia là một loài thực vật có hoa trong họ Biển bức cát. Loài này được Barneby & Krukoff mô tả khoa học đầu tiên năm 1979.